# Zeche Niederberg
Die Zeche Niederberg (bzw. Bergwerk Niederberg) ist ein ehemaliges Steinkohlenbergwerk in Neukirchen-Vluyn. Das Bergwerk wurde zunächst unter dem Namen Niederrheinische Bergwerksgesellschaft geführt. In der zweiten Hälfte des 20. Jahrhunderts wurde das Bergwerk dann umbenannt in Zeche Niederberg. Die Zeche Niederberg bildete zusammen mit der Zeche Friedrich Heinrich die westliche Grenze für den Steinkohlenbergbau im Ruhrgebiet. Der neue Name des Bergwerks wurde aus dem Namen der ersten Gesellschaft Niederrheinische Bergwerksgesellschaft gebildet.

## Geschichte

### Die Anfänge
Im Jahre 1855 wurde das Grubenfeld Verein an die Bohrgesellschaft Verein verliehen. Das Grubenfeld hatte eine Größe von 61,5 km2. Durch die Verleihung des Feldes Verein war der Grundstein für das Bergwerk gelegt. Im Jahr 1872 kaufte die Gewerkschaft Verein das Grubenfeld. Diese Gewerkschaft war eine tausendteilige Gewerkschaft neuen Rechts. Anteilseigner dieser Gewerkschaft waren überwiegend Bauern aus der Umgebung. Außerdem waren Pastoren, Advokaten, kleine Kaufleute und Apotheker an der Gewerkschaft beteiligt. Allerdings reichten die Finanzen der Anteilseigner nicht aus, um mit dem Bau des Bergwerks zu beginnen. In den Jahren 1873 und 1874 wurde das Feld Verein geteilt in die Felder Norddeutschland, Süddeutschland, Ernst Moritz Arndt und Großherzog von Baden. Für die Felder wurden eigenständige Gewerkschaften mit dem Namen der Felder gegründet. Jede der Gewerkschaften war mit 1000 Kuxen gegründet worden. Das Feld Norddeutschland ging 1907 in den Besitz der Familie Krupp über. Im Jahr 1911 schlossen sich die Gewerkschaften Süddeutschland, Ernst Moritz Arndt und Großherzog von Baden zusammen und gründeten am 16. September desselben Jahres die Niederrheinische Bergwerks-Gesellschaft mbH in Neukirchen Kreis Moers. Das Stammkapital der neugegründeten Gesellschaft lag bei 30.000 Mark. Zeitgleich mit der Gründung der Gesellschaft wurden eine Betriebsgemeinschaft und ein Überlassungsvertrag abgeschlossen. Zweck dieses Vertrages war die Ausbeutung der Grubenfelder. Die gesamte Berechtsame umfasste eine Fläche von 49,1 km2.
Im Jahr 1912 wurde mit den Teufarbeiten für den Schacht 1 (gen. Moers 1) begonnen. Der Schacht wurde im Nordteil des Feldes in Vluyn angesetzt. Zum Anfang des darauffolgenden Jahres wurde mit den Teufarbeiten für den Schacht Moers 2 begonnen. Der Schacht 2 wurde neben Schacht 1 angesetzt. Im selben Jahr trat die Niederrheinische Bergwerks-Gesellschaft mbH dem Rheinisch-Westfälischen Kohlen-Syndikat bei. Zum Abteufen der Schächte wurde im oberen Teil das Gefrierverfahren angewendet. Zum Abdichten der Schächte wurde eine zweite Tübbingsäule zwischen Pikotaringen eingebaut. Diese doppelte Tübbingsäule war erforderlich geworden, da es in der ersten Tübbingsäule zu Rissbildungen gekommen war. Im Jahr 1914 erreichte der Schacht bei einer Teufe von 228 Metern das Karbon. Bedingt durch den Ausbruch des Ersten Weltkrieges benötigten die Abteufarbeiten mehr Zeit als geplant. Im Jahr 1915 wurde im Schacht 1 bei einer Teufe von 387 Metern (−357 m NN) die 1. Sohle angesetzt. Im Jahr darauf erreichte der Schacht 2 das Karbon. Im selben Jahr wurde im Schacht 1 bei einer Teufe von 470 Metern (−440 m NN) die 2. Sohle angesetzt. Im Jahr 1917 wurde mit der Förderung begonnen.

### Die ersten Betriebsjahre

Aktie über 1000 RM der Niederrheinischen Bergwerks-AG vom Februar 1929

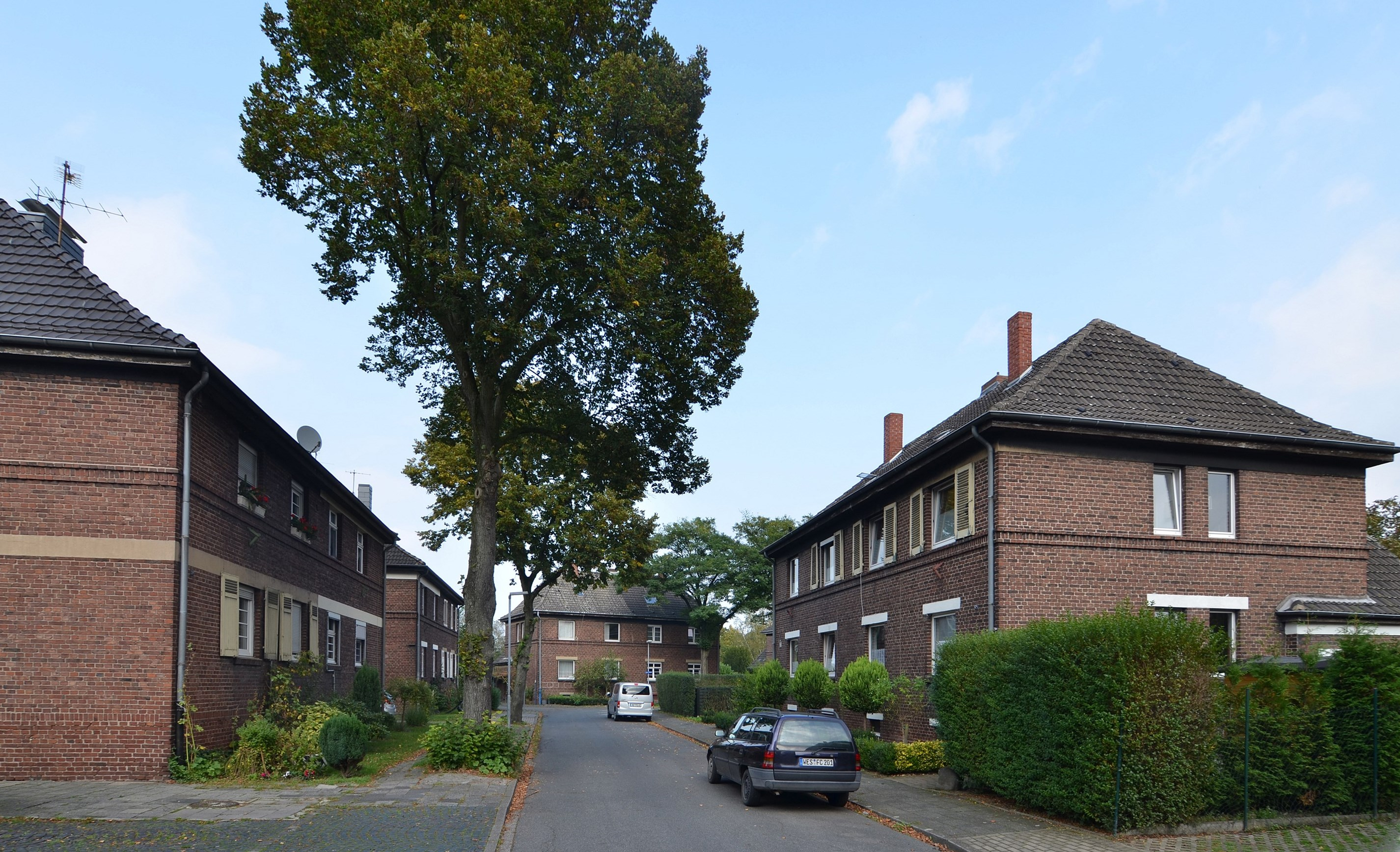
Denkmalgeschützte Alte Kolonie der Siedlungen der Zeche Niederberg

Während des Ersten Weltkrieges konnten die Tagesanlagen des Bergwerks nur mit Verzögerungen erbaut werden. In den darauffolgenden Jahren entwickelte sich das Bergwerk zügig. Im Jahr 1919 wurde der Schacht 2 bis zur 2. Sohle in Betrieb genommen. Im Jahr 1920 wurden die letzten Tagesanlagen fertiggestellt. Im Jahr 1922 wurde die Gesellschaftsform des Unternehmens erneut geändert. Am 21. Dezember wurde die Niederrheinische Bergwerks-Aktiengesellschaft mit Sitz in Neukirchen im Kreis Moers gegründet. Mit Wirkung vom 1. Januar des darauffolgenden Jahres wurde die Niederrheinische Bergwerks-Gesellschaft mbH in die Niederrheinische Bergwerks-Aktiengesellschaft überführt. Der Gründungsvertrag für die neue Bergwerks-Aktiengesellschaft wurde am 24. Februar desselben Jahres abgeschlossen. Die Bergwerks-Aktiengesellschaft besaß ein Grundkapital von 105.000.000 Mark. Schacht 2 erhielt im selben Jahr ein in Fachwerkbauweise erbautes, eingeschossiges deutsches Strebengerüst. Das Fördergerüst hatte eine Höhe von 36 Metern bis zur Seilscheibenbühne. Im August 1924 wurde eine Brikettfabrik in Betrieb genommen.
Nach dem Ende der Hyperinflation 1923 wurde das Grundkapital am 27. November desselben Jahres auf 8.000.000 Reichsmark umgestellt. Ab demselben Jahr wurde der überschüssige im Zechenkraftwerk erzeugte elektrische Strom in das Netz der RWE eingespeist. Im Jahr 1928 wurde die Niederrheinische Bergwerks-Aktiengesellschaft in den Michel-Konzern aus Halle an der Saale eingegliedert. Im Jahr 1931 wurden für die Streckenförderung Großraum-Förderwagen eingesetzt. Die zunächst nur Esskohle fördernde Zeche war in ihren Anfangsjahren wegen des angespannten Absatzmarktes in wirtschaftlicher Bedrängnis. Im Jahr 1931 wurden an 67 Tagen Feierschichten verfahren. Im Jahr 1932 ging man zu dem selbst entwickelten Versatzverfahren „Niederrhein“ über. Bei diesem Verfahren wurden eigene Berge für den Vollversatz genutzt. Im selben Jahr wurde der Betrieb vorübergehend eingestellt. Am 5. September konnte der Betrieb wieder aufgenommen werden.
Weiterhin wurde der Feldesbesitz in westlicher Richtung vergrößert. So erwarb das Bergwerk im Jahr 1936 die Felder Vluyn, Vluyn 2 und Heinrich von der Zeche Friedrich Heinrich. In den 1940er Jahren wurde die Mechanisierung der Kohlengewinnung forciert. So wurde auf dem Bergwerk in dieser Zeit eine Kohlengewinnungsmaschine für geringmächtige Flöze eingeführt. Im Jahr 1946 umfasste die Berechtsame eine Fläche von 55,7 km2, die Hauptfördersohle war die 2. Sohle. Im Jahr 1950 wurden die Teufarbeiten an Schacht 2 wieder aufgenommen und der Schacht wurde tiefer geteuft. Im darauffolgenden Jahr wurde im Schacht 2 bei einer Teufe von 630 Metern (−598 m NN) die 3. Sohle angesetzt. Diese Sohle wurde auch als 600 Metersohle (600 mS) bezeichnet. Im selben Jahr wurde das Feld Georg erworben. Dieses Feld hatte eine Größe von 14,7 km2. Durch den Kauf des Feldes umfasste die gesamte Berechtsame nun eine Fläche von 70,4 km2. Im Jahr 1952 wurde im Schacht 2 bei einer Teufe von 780 Metern (−750 m NN) die 4. Sohle angesetzt. Diese Sohle wurde auch als 780 Metersohle (780 mS) bezeichnet. Im selben Jahr wurden die Teufarbeiten an Schacht 1 wieder aufgenommen und der Schacht wurde tiefer geteuft. Im Jahr 1953 wurde eine Kohlenwäsche für Anthrazitkohle in Betrieb genommen. Die Kohlen wurden über den Schacht 2 gefördert. Der Schacht 1 wurde im selben Jahr bis zur 4. Sohle in Betrieb genommen. Am 17. Dezember desselben Jahres schloss die Niederrheinische Bergwerks-Aktiengesellschaft einen Organ-, Gewinn- und Verlustübernahmevertrag mit der Michel-Verwaltungs GBR ab. Dieser Vertrag sah zugleich eine Dividendengarantie für die freien Aktionäre vor. Im Jahr 1954  begann der Übergang auf den Abbau der Anthrazit-Vorräte. Im selben Jahr wurden die Teufarbeiten für den Schacht 3 begonnen. Der Schacht wurde im Südfeld in der Nähe von Kapellen angesetzt. Die ersten Tagesanlagen (Kaue, Lampenstube und Werkstatt) wurden bereits im selben Jahr erbaut. Außerdem wurde über Tage mit dem Bau eines weiteren Zechenkraftwerks begonnen.

### Die weiteren Jahre

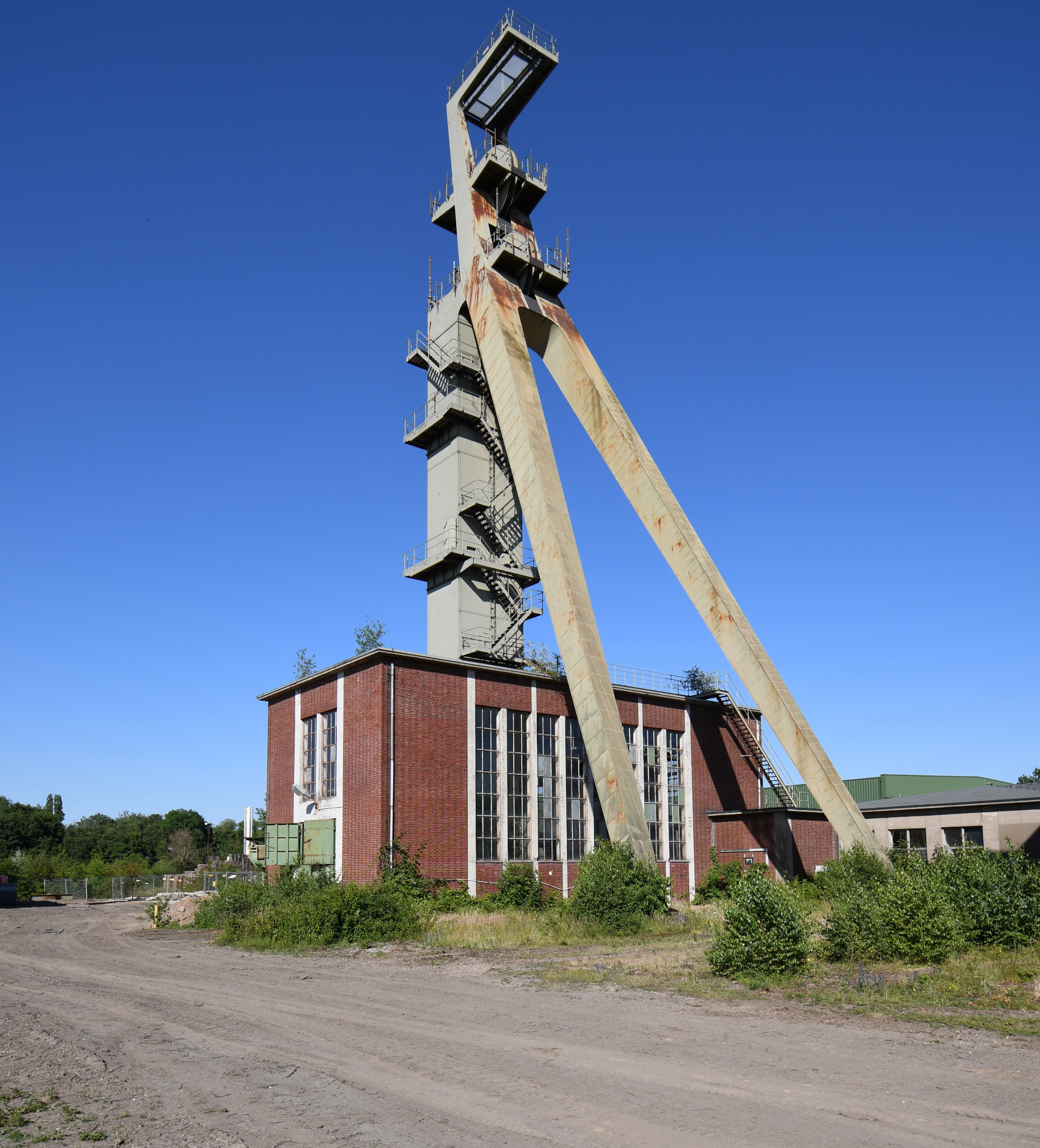
Niederberg 4, Fördergerüst und Schachthalle, 2022

Im Jahr 1955 wurde im Schacht 3 die Wettersohle angesetzt. Im Jahr darauf wurde auf der 2. Sohle ein Durchschlag zwischen dem Schacht 3 und dem Baufeld 1/2 erstellt. Noch im selben Jahr wurde der Schacht in Betrieb genommen. Der Schacht wurde als Wetterschacht und für die Seilfahrt und die Materialförderung genutzt. Im Jahr 1958 kam es auf dem Bergwerk zu einer Schlagwetterexplosion, hierbei wurden acht Bergleute getötet. Im Jahr 1959 wurde mit den Teufarbeiten für den Schacht 4 begonnen. Der Schacht wurde in Kempen-Tönisberg angesetzt. Der Schacht wurde im oberen Bereich im Gefrierverfahren erstellt. Der Betriebsteil von Schacht 4 wurde als Außenschachtanlage mit Kaue und weiteren Tagesanlagen ausgestattet. Im Jahr 1963 wurde der Schacht 4 in Betrieb genommen. Für die an Schacht 4 beschäftigten Mitarbeiter wurde in Tönisberg eine Bergarbeitersiedlung erbaut. Im Jahr 1964 wurde mit den Teufarbeiten für den Zentralförderschacht 5 begonnen. Der Schacht wurde 300 Meter nördlich der Schachtanlage 1/2 angesetzt. Im Jahr 1966 wurde der Zentralförderschacht 5 mit der 4. Sohle durchschlägig. Im Jahr darauf wurde der Zentralförderschacht 5 als Wetterschacht in Betrieb genommen. Im selben Jahr kam es zu zwei Strebbrüchen, bei denen jeweils fünf Bergleute getötet wurden. Außerdem wurden in diesem Jahr die Teufarbeiten an Schacht 3 wieder aufgenommen und der Schacht wurde tiefer geteuft. Im Jahr 1968 wurde die Ruhrkohle AG gegründet und die Niederrheinische Bergwerks-Aktiengesellschaft wurde in die neugegründete Ruhrkohle AG eingegliedert. Das Bergwerk wurde der „Bergbau AG Niederrhein“ angegliedert. Im selben Jahr wurde mit der Montage eines neuen Grubenlüfters begonnen. Der Lüfter war in der Lage, 12.000 Kubikmeter Abwetter pro Minute aus dem Grubengebäude abzusaugen. Außerdem wurde der Wetterschacht 3 bis zur 3. Sohle in Betrieb genommen. Im Jahr 1969 wurde der Zentralförderschacht 5 in Förderung genommen. Außerdem wurde der neue Grubenlüfter in Betrieb genommen. Er ersetzte den alten Lüfter, der seit 1954 in Betrieb gewesen war. Im Jahr wurde das Bergwerk umbenannt von Niederrheinische Bergwerks-Aktiengesellschaft in Zeche Niederberg. Ab 1973 war Niederberg die letzte Hausbrandzeche der Ruhrkohle AG mit der einzigen verbliebenen Brikettfabrik. Dieser Spezialisierungsgrad sicherte einstweilen das Fortbestehen von Niederberg. Im Jahr 1974 wurde ein neuer Landabsatz in Betrieb genommen.
Im Jahr 1976 waren auf dem Bergwerk drei Hauptfördersohlen vorhanden, dieses waren die 1. Sohle, die 3. Sohle und die 4. Sohle. Im Jahr 1977 wurde im Schacht 5 die zweite Förderung eingerichtet. Der Schacht war nun mit zwei Vierseilförderanlagen ausgestattet. Im selben Jahr wurde die Kohlenförderung an Schacht 1 eingestellt. Der Schacht wurde weiter für die Materialförderung und die Seilfahrt genutzt. Im Untertagebereich wurden für die Förderung auf den Fördersohlen Diesellokomotiven verwendet. Die Förderung erfolgte in Förderwagen mit einem Fassungsvermögen von 2400 Litern und in Förderwagen mit einem Fassungsvermögen von 5000 Litern. In den Abbaustrecken erfolgte die Kohlenförderung über Gummigurtbänder, der Materialtransport wurde mittels Einschienenhängebahnen und Flurförderbahnen getätigt. Die Förderung in den Streben erfolgte mittels Panzerförderer. In den Streben wurden Doppelwalzenschrämlader oder Kohlenhobel für die Gewinnung eingesetzt. Als Ausbau wurden in den Streben Schreitausbau verwendet. Im Jahr 1983 wurde mit den Aufschlussarbeiten im Nordfeld begonnen. Um den Schacht 1 für seine neue Aufgabe besser nutzen zu können, wurde ab dem Jahr 1985 mit der Modernisierung der Förderanlagen begonnen. Der Schacht erhielt ein neues Fördergerüst und eine neue Fördermaschine. Im Jahr 1986 wurde auf der 4. Sohle eine untertägige Verbindung mit der benachbarten Zeche Friedrich Heinrich aufgefahren. Im Jahr darauf wurde auf der 4. Sohle ein Durchschlag mit der Zeche Friedrich Heinrich erstellt. Dadurch wurde nun das Grubengebäude von Niederberg an den bestehenden Wetterverbund zwischen den Bergwerken Rheinland, Friedrich Heinrich und Walsum angeschlossen. Durch den Anschluss an diese Verbindung war das Teufen eines weiteren Wetterschachtes nicht mehr erforderlich. In diesem Jahr wurde auch mit dem Aufschluss der 5. Sohle begonnen. Diese Sohle befand sich in einer Teufe von 1162 Metern. Außerdem wurden in 1987 die Umbauarbeiten an Schacht 1 fertiggestellt. Die Schächte 3 und 4 wurden nun nur noch zur Bewetterung der Außenfelder betrieben.

### Die letzten Jahre

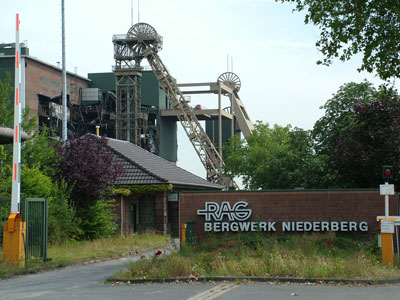
Zugang zur Schachtanlage Niederberg vor dem Abbruch im Juli 2004

Im Jahr 1988 hatte das Grubenfeld der Zeche Niederberg eine Fläche von 120 km2. Im Jahr 1990 wurden die drei Betriebsführungsgesellschaften der RAG in zwei neu gegründete Gesellschaften verschmolzen. Die Zeche Niederrhein wurde in die Ruhrkohle Niederrhein AG eingegliedert. Im selben Jahr erreichte der Gesteinsberg von der 4. Sohle die 5. Sohle. Im Jahr 1992 wurde mit der Ausrichtung der 5. Sohle begonnen. Im Jahr darauf wurden die Teufarbeiten am Schacht 1 wieder aufgenommen und der Schacht wurde tiefer geteuft. Im Jahr 1998 wurde die Brikettfabrik stillgelegt. Am 13. August des Jahres 1999 wurde bei Reparaturarbeiten an einer Dieselzuglaufkatze Methan oder Kohlenstaub entzündet. Hierbei wurden drei Bergleute getötet. Am 28. Dezember des Jahres 2001 wurde die Förderung auf der Zeche Niederberg eingestellt. Im Rahmen der politisch beschlossenen Förderanpassung wurde im Jahr 2002 die Zeche Niederberg mit der Zeche Friedrich Heinrich zum Bergwerk West zusammengeschlossen.

## Förderung und Belegschaft
Die ersten Belegschaftszahlen des Bergwerks stammen aus dem Jahr 1912, in diesem Jahr waren 39 Mitarbeiter auf dem Bergwerk beschäftigt. Die ersten Förderzahlen des Bergwerks stammen aus dem Jahr 1917, in diesem Jahr wurden mit 329 Beschäftigten 7443 Tonnen Steinkohle gefördert. Im Jahr 1920 wurde mit 906 Beschäftigten eine Förderung von 140.456 Tonnen Steinkohle erbracht. Im Jahr 1925 stieg die Förderung an auf rund 387.000 Tonnen Steinkohle, die Belegschaftsstärke lag in diesem Jahr bei 1310 Mitarbeitern. Im Jahr 1930 lag die Belegschaftsstärke bei 1795 Beschäftigten, die Förderung betrug 582.000 Tonnen Steinkohle. Im Jahr 1935 lag die Förderung bei 622.638 Tonnen Steinkohle, die Belegschaftsstärke lag bei 1281 Beschäftigten. Im Jahr 1940 stieg die Förderung auf rund 964.000 Tonnen Steinkohle, die Belegschaftsstärke lag bei 1870 Beschäftigten. Im Jahr 1945 sank die Förderung auf rund 307.000 Tonnen Steinkohle, die Belegschaftsstärke lag bei 1515 Beschäftigten. Im Jahr 1950 stieg die Förderung wieder an auf 905.312 Tonnen Steinkohle, die Belegschaftsstärke lag bei 3041 Beschäftigten. Im Jahr 1955 überschritt die Förderung erstmals die Marke von einer Million Tonnen. In diesem Jahr wurde mit 4323 Beschäftigten eine Förderung 1.397.669 Tonnen Steinkohle erbracht. Im Jahr 1960 stieg die Förderung auf 2.039.945 Tonnen Steinkohle, die Belegschaftsstärke lag bei 4940 Beschäftigten. Im Jahr 1969 wurde mit 4778 Beschäftigten eine Förderung von 2.736.376 Tonnen Steinkohle erbracht. Im Jahr 1975 wurde die maximale Förderung des Bergwerks erzielt. In diesem Jahr wurde eine Förderung von 2.916.580 Tonnen Steinkohle erbracht, die Belegschaftsstärke lag bei 4403 Beschäftigten. Im Jahr 1980 wurde mit 4284 Beschäftigten eine Förderung von 2.789.235 Tonnen Steinkohle erbracht. Im Jahr 1985 wurde eine Förderung von 2.772.195 Tonnen Steinkohle erbracht, die Belegschaftsstärke lag bei 4139 Beschäftigten. Im Jahr 1990 lag die Förderung bei 2.559.721 Tonnen, die Belegschaftsstärke lag bei 3613 Beschäftigten. Im Jahr 1998 wurden mit 2705 Beschäftigten eine Förderung von 2.153.731 Tonnen Steinkohle erbracht. Im Jahr 2000 waren noch 1964 Mitarbeiter auf dem Bergwerk beschäftigt, es wurden 1.998.000 Tonnen Steinkohle gefördert. Dies sind die letzten bekannten Förder- und Belegschaftszahlen.

## Heutiger Zustand

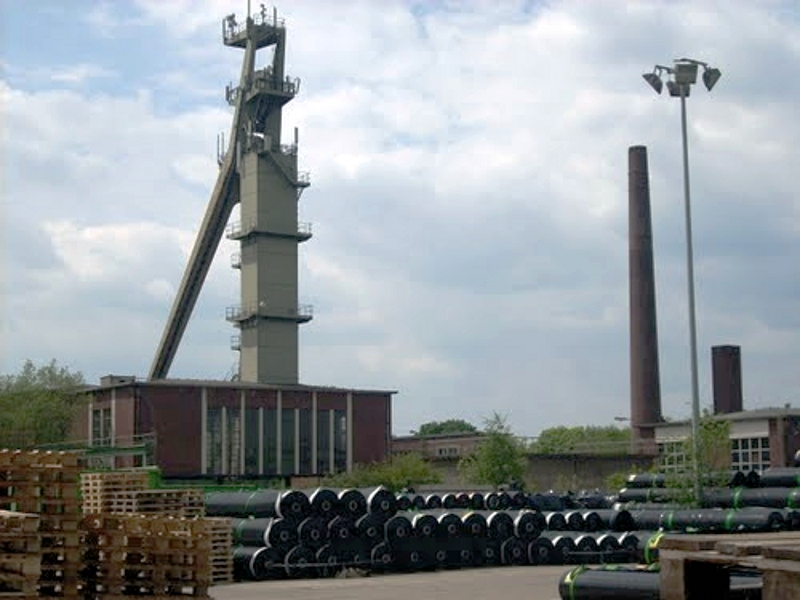
Schachtanlage Niederberg 4 in Tönisberg. (2010)

2003 wurden die Tagesanlagen der Zeche Niederberg 3 komplett abgebrochen. Von 2003 bis 2005 wurden die Tagesanlagen der Zeche Niederberg 1/2/5 komplett abgebrochen, mit Ausnahme der Fördergerüste 1 und 2 sowie des Maschinenhauses (Energiezentrale) und des Gebäudes der ehemaligen Grubenwehr, an dem die Gasabsaugung angebracht ist. Diese sollen als Industriedenkmale erhalten werden. Zusätzlich steht noch das Doppelgebäude der Fördermaschinen von Schacht 1, das Fördermaschinenhaus von Schacht 2, die Torhäuser der alten Zecheneinfahrt, das Magazin-Hochregallager mit den dazugehörenden Büros und der als Verwaltungsgebäude genutzte Ohlmannshof in dem u. a. die Büros der Werksdirektion, der Stabsstelle und der Markscheiderei untergebracht waren. (Stand: 17. August 2015) Die Schachtanlage Niederberg 4 in Tönisberg ist nach wie vor vollständig erhalten. Über den weiteren Umgang mit dem Baudenkmal wird (Stand März 2015) in einem denkmalrechtlichen Verfahren entschieden.
Am Bergwerk beginnt und endet der Bergbauwanderweg Niederrhein.